# 林斯托湖

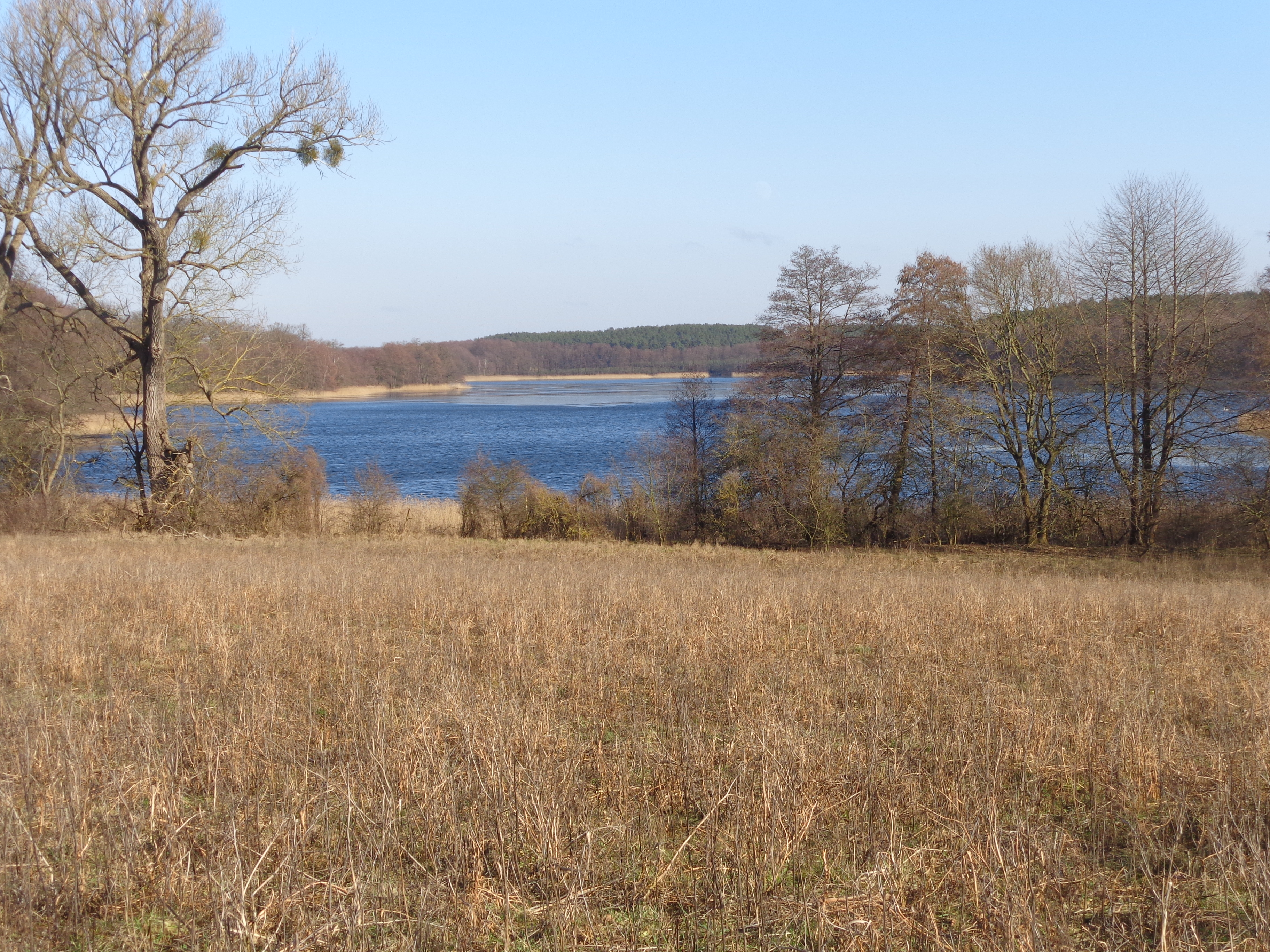

53°36′7.09″N 12°23′31.69″E / 53.6019694°N 12.3921361°E
林斯托湖（德語：Linstower See），是德國的湖泊，位於該國東北部，由梅克倫堡-前波美拉尼亞州負責管轄，處於羅斯托克縣，長1.3公里、寬0.5公里，面積0.56平方公里，海拔高度58米。